# Mitch Kupchak
Mitchell "Mitch" Kupchak (Hicksville, Nueva York, 24 de mayo de 1954) es un ejecutivo y exjugador de baloncesto estadounidense que disputó 9 temporadas en la NBA, ganando el anillo de campeón en tres ocasiones con dos equipos distintos, los Washington Bullets y Los Angeles Lakers. Actualmente ejerce las funciones de general manager de los Charlotte Hornets de la NBA, tras ostentar este mismo cargo en los Lakers de 2000 a 2017.

## Trayectoria deportiva

### Universidad
Jugó durante cuatro temporadas con los Tar Heels de la Universidad de North Carolina, donde consiguió en 1976 el título de Baloncestista del Año de la Atlantic Coast Conference, temporada en la que promedió 11,3 rebotes, la más alta cifra alcanzada nunca por un Tar Heel. Fue además elegido All-American.
En el total de su carrera universitaria promedió 13,5 puntos y 8,5 rebotes por partido.

### Selección nacional
Kupchak fue convocado con la selección de baloncesto de Estados Unidos que compitió en los Juegos Olímpicos de Montreal 1976, en los que ganaron la medalla de oro.

### Profesional
Fue elegido en la decimotercera posición del Draft de la NBA de 1976 por Washington Bullets, consiguiendo en su primera temporada ser incluido en el Mejor quinteto de rookies, tras promediar 10,4 puntos y 6,0 rebotes por partido. Durante las dos siguientes temporadas se asentó en el puesto, mejorando sus cifras sobre todo en ataque, llegando a promediar 16 puntos por partido, algo fundamental para la consecución de su primer título de la NBA en las Finales de 1978. Pero todo cambió en la temporada 1979-80, donde una inoportuna lesión le hizo perderse casi media temporada, bajando mucho su rendimiento. Resurgió al año siguiente, jugando todos los partidos de la liga regular y volviendo a sus promedios de antaño.
Al año siguiente ficha por Los Angeles Lakers del Showtime, para jugar al lado de jugadores como Kareem Abdul-Jabbar o Magic Johnson, quien habría pedido al propietario del equipo angelino, Jerry Buss, que fichase a Kupchak diciéndole si pudiéramos conseguir a Mitch Kupchak, sé que podríamos ganar. Desafortunadamente, tras 26 partidos disputados, se lesionó de gravedad, no volviendo a jugar hasta la temporada 1983-84.
Durante los casi dos años de convalecencia, Kupchak aprovechó para sacarse un MBA en administración de empresas en la Universidad de California, Los Ángeles. Jugó tres temporadas más con los Lakers, ganando de nuevo el anillo en 1985, retirándose al año siguiente. En el total de su trayectoria profesional promedió 10,2 puntos y 5,4 rebotes por partido.

## Estadísticas de su carrera en la NBA

### Temporada regular
| Temporada | Edad | Equipo             | Liga | P   | TIT | MIN  | TC  | TCA  | %TC  | 3P  | 3PA | %3P  | TL  | TLA | %TL  | R.OF. | R.DEF. | REB | ASIS | ROB | TAP | PER | FP  | PTS  |
| 1976-77   | 22   | Washington Bullets | NBA  | 82  |     | 18.5 | 4.2 | 7.3  | .572 |     |     |      | 2.1 | 3.0 | .691 | 2.2   | 3.8    | 6.0 | 0.8  | 0.3 | 0.4 |     | 2.5 | 10.4 |
| 1977-78   | 23   | Washington Bullets | NBA  | 67  |     | 26.3 | 5.9 | 11.5 | .512 |     |     |      | 4.2 | 6.0 | .697 | 2.4   | 4.4    | 6.9 | 1.1  | 0.4 | 0.6 | 2.7 | 2.9 | 15.9 |
| 1978-79   | 24   | Washington Bullets | NBA  | 66  |     | 24.3 | 5.6 | 10.4 | .539 |     |     |      | 3.4 | 4.5 | .743 | 2.3   | 4.2    | 6.5 | 1.3  | 0.3 | 0.3 | 1.8 | 2.1 | 14.6 |
| 1979-80   | 25   | Washington Bullets | NBA  | 40  |     | 11.3 | 1.7 | 4.0  | .419 | 0.0 | 0.1 | .000 | 1.3 | 1.9 | .693 | 0.8   | 1.8    | 2.6 | 0.4  | 0.2 | 0.2 | 1.0 | 1.2 | 4.7  |
| 1980-81   | 26   | Washington Bullets | NBA  | 82  |     | 23.6 | 4.8 | 9.1  | .525 | 0.0 | 0.0 | .000 | 2.9 | 4.1 | .706 | 2.4   | 4.5    | 6.9 | 0.8  | 0.4 | 0.3 | 2.0 | 2.4 | 12.5 |
| 1981-82   | 27   | Los Angeles Lakers | NBA  | 26  | 26  | 31.6 | 5.9 | 10.3 | .573 | 0.0 | 0.0 |      | 2.5 | 3.8 | .663 | 2.5   | 5.6    | 8.1 | 1.3  | 0.5 | 0.4 | 1.7 | 3.1 | 14.3 |
| 1983-84   | 29   | Los Angeles Lakers | NBA  | 34  | 3   | 9.5  | 1.2 | 3.2  | .380 | 0.0 | 0.0 | .000 | 0.6 | 1.0 | .647 | 1.0   | 1.5    | 2.6 | 0.2  | 0.1 | 0.2 | 0.6 | 1.4 | 3.1  |
| 1984-85   | 30   | Los Angeles Lakers | NBA  | 58  | 3   | 12.3 | 2.1 | 4.2  | .504 | 0.0 | 0.0 |      | 1.0 | 1.6 | .659 | 1.2   | 2.0    | 3.2 | 0.4  | 0.3 | 0.3 | 0.8 | 1.8 | 5.3  |
| 1985-86   | 31   | Los Angeles Lakers | NBA  | 55  | 0   | 14.2 | 2.3 | 4.7  | .482 | 0.0 | 0.0 | .000 | 1.5 | 2.0 | .750 | 1.3   | 2.2    | 3.5 | 0.3  | 0.2 | 0.1 | 1.2 | 1.9 | 6.0  |
| Total     |      |                    | NBA  | 510 | 32  | 19.4 | 3.9 | 7.5  | .523 | 0.0 | 0.0 | .000 | 2.3 | 3.3 | .704 | 1.9   | 3.5    | 5.4 | 0.7  | 0.3 | 0.3 | 1.6 | 2.2 | 10.2 |

### Playoffs
| Temporada | Edad | Equipo             | Liga | P  | TIT | MIN  | TC  | TCA  | %TC  | 3P  | 3PA | %3P  | TL  | TLA | %TL  | R.OF. | R.DEF. | REB | ASIS | ROB | TAP | PER | FP  | PTS  |
| 1976-77   | 22   | Washington Bullets | NBA  | 9  |     | 28.0 | 5.9 | 10.0 | .589 |     |     |      | 4.4 | 6.6 | .678 | 3.1   | 4.4    | 7.6 | 1.1  | 0.2 | 0.3 |     | 3.8 | 16.2 |
| 1977-78   | 23   | Washington Bullets | NBA  | 21 |     | 24.0 | 4.0 | 9.5  | .422 |     |     |      | 2.1 | 3.3 | .652 | 2.3   | 3.7    | 6.0 | 1.0  | 0.2 | 0.1 | 2.0 | 2.8 | 10.1 |
| 1978-79   | 24   | Washington Bullets | NBA  | 8  |     | 17.1 | 2.6 | 6.5  | .404 |     |     |      | 1.3 | 1.9 | .667 | 2.0   | 2.3    | 4.3 | 0.4  | 0.3 | 0.0 | 0.6 | 1.5 | 6.5  |
| 1983-84   | 29   | Los Angeles Lakers | NBA  | 9  |     | 7.7  | 0.6 | 1.9  | .294 | 0.0 | 0.0 |      | 0.9 | 1.6 | .571 | 1.3   | 1.9    | 3.2 | 0.2  | 0.1 | 0.2 | 0.7 | 1.3 | 2.0  |
| 1984-85   | 30   | Los Angeles Lakers | NBA  | 16 |     | 12.3 | 1.9 | 3.3  | .585 | 0.0 | 0.1 | .000 | 0.8 | 1.4 | .591 | 0.7   | 2.3    | 3.0 | 0.3  | 0.1 | 0.4 | 0.6 | 2.6 | 4.7  |
| 1985-86   | 31   | Los Angeles Lakers | NBA  | 5  |     | 11.2 | 1.6 | 3.0  | .533 | 0.0 | 0.0 |      | 0.8 | 1.2 | .667 | 1.0   | 2.0    | 3.0 | 0.4  | 0.4 | 0.0 | 0.6 | 1.2 | 4.0  |
| Total     |      |                    | NBA  | 68 |     | 17.9 | 3.0 | 6.3  | .474 | 0.0 | 0.0 | .000 | 1.8 | 2.7 | .649 | 1.8   | 2.9    | 4.7 | 0.6  | 0.2 | 0.2 | 1.1 | 2.4 | 7.7  |

## General Manager
Nada más retirarse, entró a formar parte de la organización de los Lakers, como asistente del general manager Jerry West. En el año 2000 se hizo cargo por fin de la gerencia del equipo, logrando su mayor éxito con la contratación de las antiguas superestrellas Karl Malone y Gary Payton, pero tuvo también decisiones muy controvertidas a lo largo de los años, como el traspaso de Shaquille O'Neal a los Heat a cambio de Lamar Odom, Caron Butler y Brian Grant, o la decisión de no traspasar a Andrew Bynum a cambio de Kevin Garnett. Esto le supuso duras críticas de la estrella del equipo, Kobe Bryant, aunque seguía contando con el apoyo del propietario del equipo. Sin embargo, todo esto cambió en 2008, cuando consiguió para su equipo al español Pau Gasol de los Grizzlies a cambio de Kwame Brown, otros jugadores y rondas de draft. Bryant entonces rectificó, asegurando que Kupchak ha pasado de un suspenso a una matrícula de honor.